# Centre culturel Agustín Ross
Le centre culturel Agustín Ross (en espagnol : Centro Cultural Agustín Ross), anciennement Casino Ross, est le centre culturel de la ville de Pichilemu (Région O'Higgins, Chili). Le bâtiment est construit de 1906 à 1909 à l'instigation du banquier, homme politique et diplomate chilien Agustín Ross.
De 1917 à 1931, il abrite l'un des premiers casinos du Chili. Lorsqu'en 1931 tous les casinos sont déclarés illégaux à l'exception de celui de Viña del Mar, le bâtiment connait des destinations diverses : bureau de poste, magasin de marchandises d'importation, discothèque et bar. En février 1988, l'ancien casino, ainsi que le parc Agustín Ross (en) adjacent, sont déclarés Monuments nationaux du Chili (en). En 1995, la municipalité réussit à en faire l'acquisition, après un premier échec en 1982.
En janvier 2007, un projet de réhabilitation et de transformation en centre culturel est adopté. Le bâtiment rénové ouvre ses portes en janvier 2009 et accueille la bibliothèque municipale et une galerie d'art. En janvier 2010, le centre culturel est officiellement inauguré par la présidente Michelle Bachelet et le maire de la ville Roberto Córdova.
Lors du séisme du 11 mars 2010, le bâtiment est partiellement endommagé. Les dégâts occasionnés sont réparés en février 2011.